# Geogarypus minor
Geogarypus minor es una especie de arácnido del orden Pseudoscorpionida de la familia Geogarypidae.

## Distribución geográfica
Se encuentra en Europa y Sudán.